# Paese basco francese
Il paese basco francese (in francese pays basque français, in spagnolo País Vasco francés, in basco Iparralde) si compone delle tre province storiche di Labourd, Soule e Bassa Navarra ed è amministrativamente ricompresa nel dipartimento dei Pirenei Atlantici, in Nuova Aquitania.
A ovest è bagnato dall'Oceano Atlantico, e confina a nord con il dipartimento di Landes e a sud confina con le divisioni amministrative spagnole di Navarra e Paesi Baschi.
La sua superficie è di circa 3000 km², circa un sesto di tutto il Paese basco, ed è abitato da circa 150000 persone, delle quali circa il 30% parla basco (due terzi bilingui attivi e un terzo passivi).
La percentuale di bascofoni varia da più dell'80% nelle zone montagnose al circa 7% di Bayonne, la città più grande della regione.
Altri centri di rilievo del Paese basco francese sono Saint-Palas, Saint-Jean-Pied-de-Port, Mauléon-Licharre, Ustaritz, Biarritz e Saint-Jean-de-Luz.
Abertzaleen Batasuna, il principale partito nazionalistico basco francese, ha come obiettivo principale la creazione di un nuovo dipartimento francese, idea rilanciata nel 2005 da un referendum tra i sindaci della regione.